# اريك غروسمان
اريك غروسمان (بالإنجليزية: Eric Grossman)‏ هو موسيقي أمريكي، ولد في 25 نوفمبر 1964.

## وصلات خارجية
- اريك غروسمان على موقع ميوزك برينز (الإنجليزية)
- اريك غروسمان على موقع ديسكوغز (الإنجليزية)